# St. Nicolai (Grömitz)

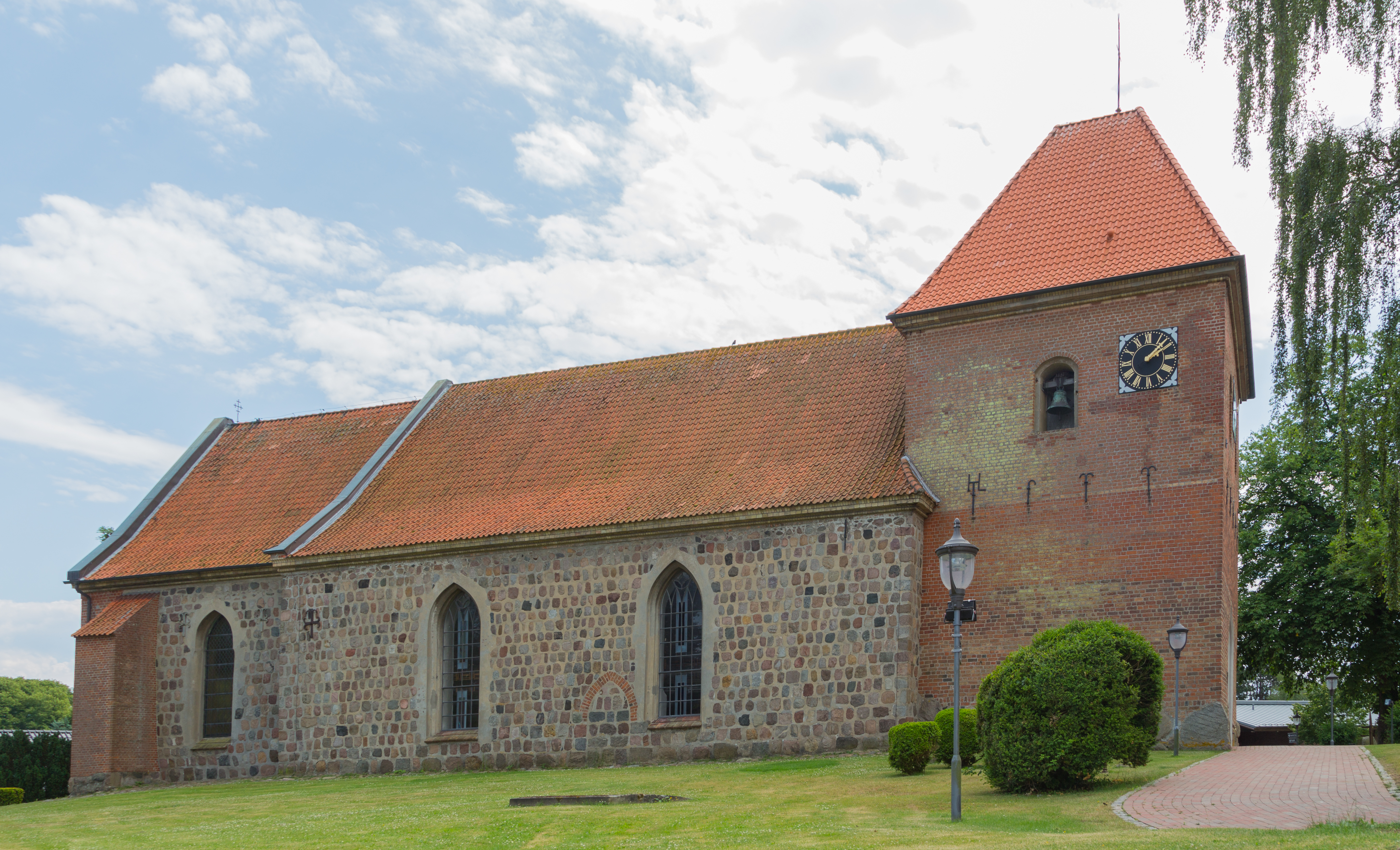
St. Nicolai (Grömitz)

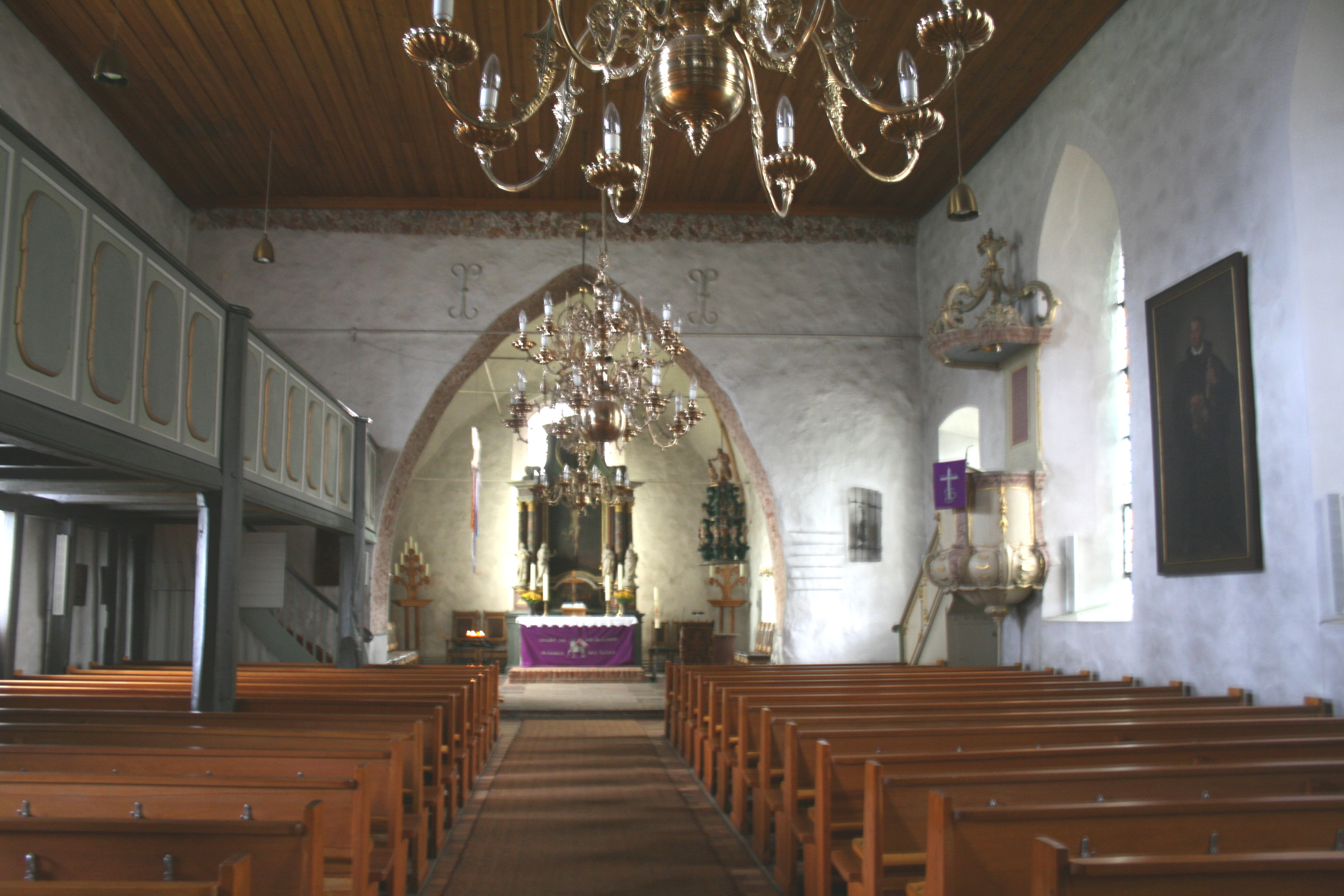
Innenansicht

Die Kirche St. Nicolai ist ein geschütztes Kulturdenkmal mit der Objekt-ID 4063 im Denkmalschutzgesetz in Grömitz, einer Gemeinde im Kreis Ostholstein in Schleswig-Holstein. Die Kirchengemeinde gehört zum Kirchenkreis Ostholstein der Evangelisch-Lutherischen Kirche in Norddeutschland.

## Beschreibung
Das Langhaus und der eingezogene, quadratische Chor im Osten wurden im dritten Viertel des 13. Jahrhunderts aus behauenen Feldsteinen gebaut. Der spätgotische Kirchturm im Westen wurde aus Backsteinen errichtet. Sein oberstes Geschoss beherbergt die Turmuhr und den Glockenstuhl. Er ist mit einem Walmdach bedeckt. Am Chor wurden nachträglich Strebepfeiler aus Backsteinen angebaut.
Zur Kirchenausstattung gehören der 1734 gebaute Altar und die von Johann Georg Moser 1766 gefertigte Kanzel. Die 1742 von Christoph Julius Bünting gebaute Orgel wurde 1993 durch dir Firma Christensen & Sønner erneuert. Das Werk hat heute 25 Register auf drei Manualen und Pedal.